# Gaston Glass
Pour les articles homonymes, voir Glass.
Gaston Glass, de son nom complet Jacques Gaston Oscar Glass, est un acteur, assistant réalisateur et directeur de production d'origine française, naturalisé américain, né le 31 décembre 1899 à Paris 18e (son grand-père et ses aïeux vivaient à Wintzenheim en Alsace), mort le 11 novembre 1965 à Santa Monica (Californie).

## Biographie
Protégé de Sarah Bernhardt, Gaston Glass débute adolescent au théâtre. Il accompagne l'actrice dans sa dernière tournée américaine en 1917-1918 et joue lui-même à Broadway (New York) dans une pièce représentée en septembre 1918.
Au cinéma, excepté un film français sorti en 1917 (Les Frères corses d'André Antoine, marquant ses débuts à l'écran), il poursuit sa carrière aux États-Unis, où il s'installe définitivement (américanisant son nom en Gaston J. Glass, pour Gaston Jacques Glass). Après cinq premiers films américains sortis en 1919, il obtient un rôle notable dans Humoresque (1920) de Frank Borzage.
Au total, il participe comme acteur à soixante-quatorze films muets, les derniers sortis en 1929. Après le passage au parlant, il collabore encore à vingt-neuf films américains (souvent dans des petits rôles, parfois non crédités) à partir de 1929, l'avant-dernier en 1937, le dernier en 1943. Il a un premier rôle dans le western La Piste des géants (sorti en 1931), version française alternative de La Piste des géants (The Big Trail, sorti en 1930) de Raoul Walsh — où il remplace John Wayne, aux côtés de Jeanne Helbling remplaçant Marguerite Churchill —. Une de ses ultimes prestations est dans Marie Stuart (1936) de John Ford, pour lequel il avait déjà tourné dans Little Miss Smiles (1922, avec Shirley Mason).
Parmi ses autres partenaires féminines, on trouve Ruth Clifford (deux films), Miriam Cooper (quatre films), Viola Dana (deux films), Grace Darmond (deux films), Dorothy Dwan (deux films), Alice Lake (quatre films), ou encore Edith Roberts (trois films).
Gaston Glass est également assistant-réalisateur sur dix-neuf films, les deux premiers en 1933 et 1937, puis de 1944 à 1954 (dont deux réalisations de Joseph L. Mankiewicz, Chaînes conjugales en 1949 et Ève en 1950). Enfin, il est directeur de production sur vingt-et-un films, les huit premiers de 1936 à 1938, les suivants entre 1950 et 1963 (dont On murmure dans la ville en 1951 et L'Affaire Cicéron en 1952, du même Mankiewicz).
À la télévision, il est directeur de production de 1959 à 1965 (année de sa mort), sur un feuilleton (Peyton Place, deux épisodes, 1964), et surtout sur treize séries (diffusion jusqu'en 1966), dont Aventures dans les îles (dix-neuf épisodes, 1959-1962) et Daniel Boone (trente-sept épisodes, 1964-1966).
Il est le père du compositeur Paul Glass (né en 1934).

## Filmographie partielle

### Cinéma
(films américains, sauf mention contraire)

#### Comme acteur

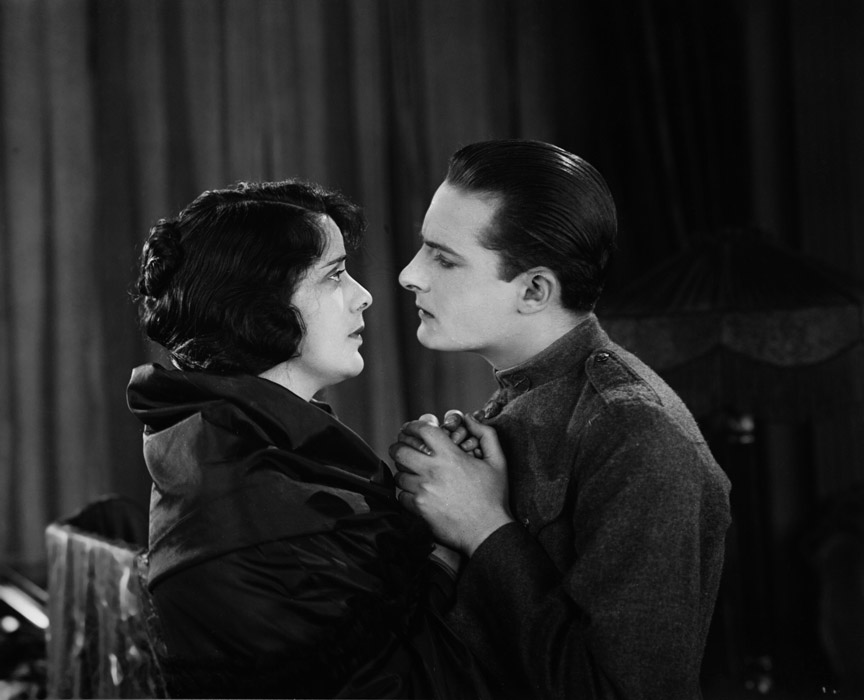
Avec Alma Rubens, dans Humoresque (1920)

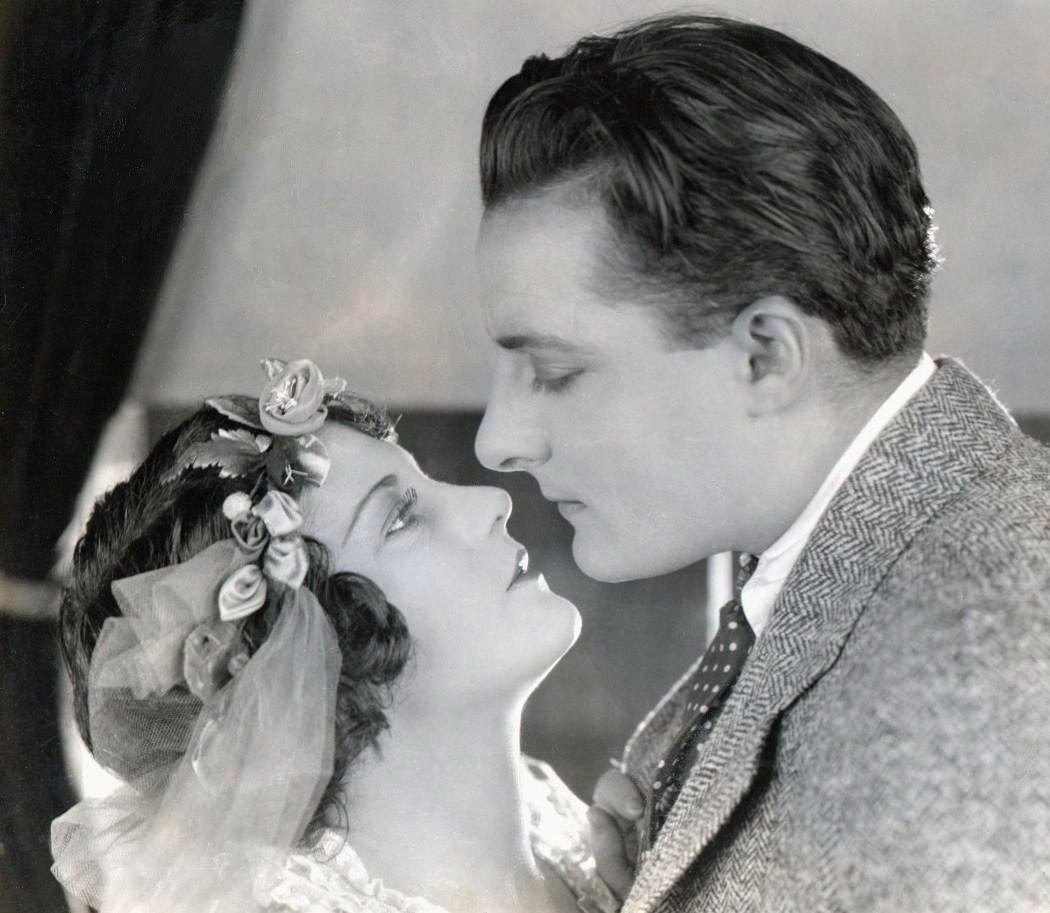
Avec Viola Dana, dans There Are No Villains (1921)

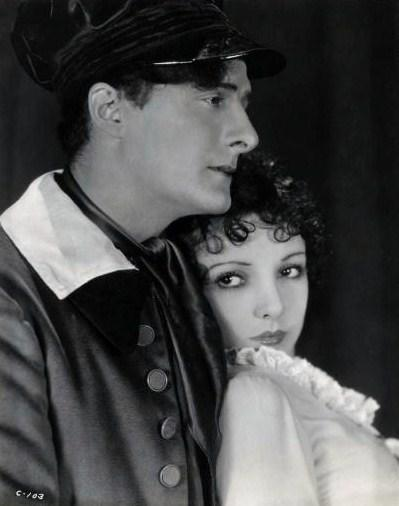
Avec Nina Quartero, dans The Red Mark (1928)

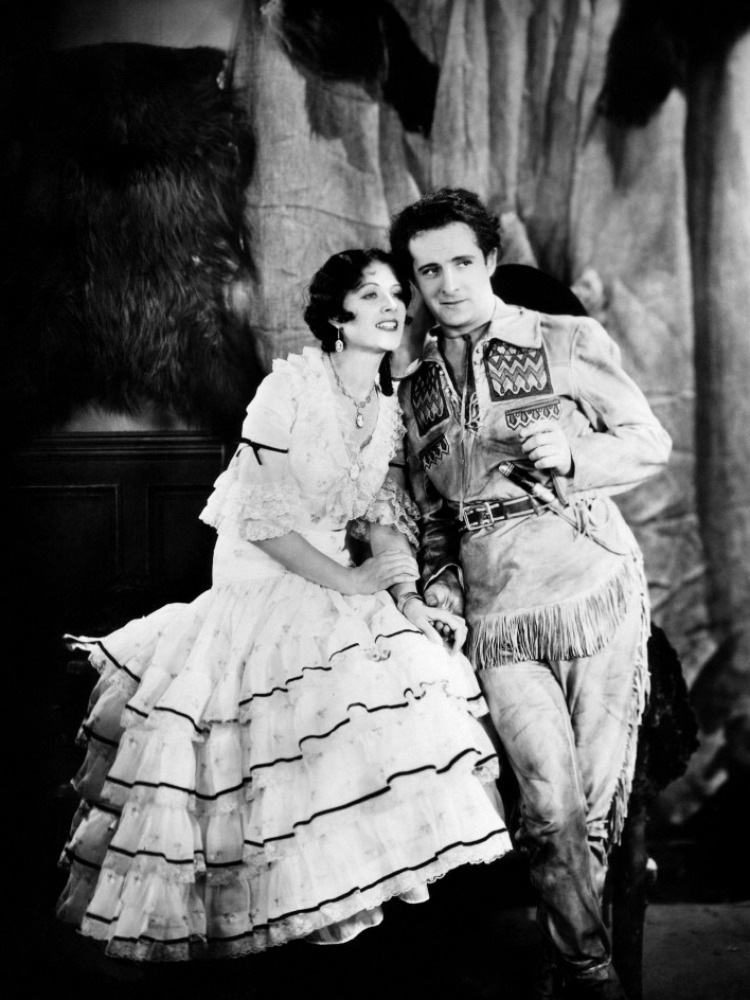
Avec Jeanne Helbling, dans La Piste des géants (1931)

- 1917 : Les Frères corses d'André Antoine (film français)
- 1919 : Let's Elope de John Stuart Robertson
- 1919 : The Lost Battalion de Burton L. King
- 1920 : The World and His Wife de Robert G. Vignola
- 1920 : Humoresque de Frank Borzage
- 1920 : The Branded Woman d'Albert Parker
- 1921 : God's Crucible d'Henry MacRae
- 1921 : There Are No Villains de Bayard Veiller
- 1921 : Her Winning Way de Joseph Henabery
- 1922 : The Song of Life de John M. Stahl
- 1922 : Little Miss Smiles de John Ford
- 1922 : Glass Houses d'Harry Beaumont
- 1922 : I Am the Law d'Edwin Carewe
- 1922 : Femmes du monde (Rich Men's Wives) de Louis J. Gasnier
- 1922 : The Kingdom Within de Victor Schertzinger
- 1923 : L'amour commande (The Hero) de Louis J. Gasnier
- 1923 : Gimme de Rupert Hughes
- 1923 : Cœur de mère (Mother-in-Law) de Louis J. Gasnier
- 1923 : Le Secret du 555 (The Girl who came back) de Tom Forman
- 1923 : L'Araignée et la Rose (The Spider and the Rose) de John McDermott
- 1923 : Amour dangereux (Daughters of the Rich) de Louis J.Gasnier
- 1924 : After the Ball de Dallas M. Fitzgerald
- 1925 : Three Keys d'Edward LeSaint
- 1925 : Nuits parisiennes (Parisian Nights) d'Alfred Santell
- 1925 : The Danger Signal d'Erle C. Kenton
- 1925 : Le Pays maudit (The Bad Lands) de Dell Henderson
- 1925 : The Scarlet West de John G. Adolfi
- 1925 : The Price of Success de Tony Gaudio
- 1926 : Le Rapide de minuit (The Midnight Limited) d'Oscar Apfel
- 1926 : Wives at Auction d'Elmer Clifton
- 1926 : Les Surprises du métro (Subway Sadie) d'Alfred Santell
- 1926 : Her Sacrifice de Wilfred Lucas
- 1926 : In the Tentacle of the North de Louis Chaudet
- 1927 : The Love Wager d'Henry Otto
- 1927 : Sinews of Steel de Frank O'Connor
- 1927 : Jewish Prudence de Leo McCarey (court métrage)
- 1927 : The Gorilla d'Alfred Santell
- 1928 : My Home Town de Scott Pembroke
- 1928 : Name the Woman d'Erle C. Kenton
- 1928 : The Red Mark de James Cruze
- 1928 : Broken Barriers de Burton L. King
- 1929 : The Faker de Phil Rosen
- 1929 : Dressez ma fille (Geraldine) de Melville W. Brown
- 1929 : Behind Closed Doors de Roy William Neill
- 1929 : La Tigresse (Tiger Rose) de George Fitzmaurice
- 1930 : A Woman's Justice de Ben F. Wilson
- 1930 : Lopez, le bandit de John Daumery (version française alternative de The Bad Man de Clarence G. Badger, même année de sortie)
- 1930 : The South Sea Pearl de Roy Mack (court métrage)
- 1930 : Just Like Heaven de Roy William Neill
- 1930 : She got what she wanted de James Cruze
- 1931 : La Piste des géants de Pierre Couderc (version française alternative de The Big Trail de Raoul Walsh, sorti en 1930)
- 1932 : The Croked Road de Louis King
- 1935 : The Lottery Lover de Wilhelm Thiele
- 1935 : Becky Sharp de Rouben Mamoulian et Lowell Sherman
- 1935 : Sylvia Scarlett de George Cukor
- 1936 : Les Vengeurs de Buffalo Bill (en) (Custer's Last Stand) d'Elmer Clifton
- 1936 : Le Mystère de Mason Park (Two in the Dark) de Benjamin Stoloff
- 1936 : Marie Stuart (Mary of Scotland) de John Ford
- 1936 : Sutter's Gold de James Cruze
- 1936 : Désir (Desire) de Frank Borzage
- 1936 : Sous deux drapeaux (Under Two Flags) de Frank Lloyd
- 1936 : Le Pilote X (Death in the Air ou Pilot X) d'Elmer Clifton
- 1937 : Espionnage de Kurt Neumann
- 1937 : Le Roi et la Figurante (The King and the Chorus Girl) de Mervyn LeRoy
- 1943 : Paris After Dark de Léonide Moguy

#### Assistant-réalisateur
- 1933 : Tomorrow at Seven (en) de Ray Enright
- 1944 : Le Grand Boum (The Big Noise) de Malcolm St. Clair
- 1944 : Greenwich Village de Walter Lang
- 1945 : La Foire aux illusions (State Fair) de Walter Lang
- 1945 : Doll Face de Lewis Seiler
- 1946 : Claudie and David de Walter Lang
- 1946 : If I'm Lucky (en) de Lewis Seiler
- 1947 : Mother Wore Tights de Walter Lang
- 1948 : Infidèlement vôtre (Unfaithfully Yours) de Preston Sturges
- 1948 : Bonne à tout faire (Sitting Pretty) de Walter Lang
- 1949 : Chaînes conjugales (A Letter to Three Wives) de Joseph L. Mankiewicz
- 1949 : Mam'zelle mitraillette (The Beautiful Blonde from Bashful Bend) de Preston Sturges
- 1949 : You're My Everything de Walter Lang
- 1949 : Si ma moitié savait ça (Everybody does it) d'Edmund Goulding
- 1950 : La Rue de la gaieté (Wabash Avenue) d'Henry Koster
- 1950 : Treize à la douzaine (Cheaper by the Dozen) de Walter Lang
- 1950 : Ève (All About Eve) de Joseph L. Mankiewicz
- 1954 : La Fontaine des amours (Three Coins in the Corner) de Jean Negulesco

#### Directeur de production
- 1936 : Ten Laps to Go d'Elmer Clifton
- 1937 : Hollywood Hollywood (Something to Sing About) de Victor Schertzinger
- 1937 : Mile a Minute Love d'Elmer Clifton
- 1950 : Gare au percepteur (The Jackpot) de Walter Lang
- 1951 : On murmure dans la ville (People will talk) de Joseph L. Mankiewicz
- 1952 : L'Affaire Cicéron (Five Fingers) de Joseph L. Mankiewicz
- 1953 : Comment épouser un millionnaire (How to Marry a Millionaire) de Jean Negulesco
- 1954 : La Joyeuse Parade (There's No Business Like Show Business) de Walter Lang
- 1955 : La Fille sur la balançoire (The Girl on the Red Velvet Swing) de Richard Fleischer
- 1956 : La Blonde et moi (The Girl can't help it) de Frank Tashlin
- 1957 : Elle et lui (An Affair to Remember) de Leo McCarey
- 1957 : Les Trois Visages d'Ève (The Three Faces of Eve) de Nunnally Johnson
- 1957 : Les Sensuels (No Down Payment) de Martin Ritt
- 1958 : Un certain sourire (A Certain Smile) de Jean Negulesco
- 1958 : La Brune brûlante (Rally 'Round the Flag, Boys !) de Leo McCarey
- 1963 : Pousse-toi, chérie (Move Over, Darling) de Michael Gordon

### Télévision
(comme directeur de production ; séries, sauf mention contraire)
- 1959-1962 : Aventures dans les îles (Adventures in Paradise), saisons 1 à 3, dix-neuf épisodes
- 1961-1962 : Ombres sur le soleil (Follow the Sun), saison unique, quatre épisodes
- 1961-1962 : C'est arrivé à Sunrise (Bus Stop), saison unique, trois épisodes
- 1964 : Peyton Place, feuilleton, deux épisodes
- 1964-1966 : Voyage au fond des mers (Voyage to the Bottom of the Sea), saisons 1 et 2, quarante-huit épisodes
- 1964-1966 : Daniel Boone, saisons 1 et 2, trente-sept épisodes
- 1965 : Perdus dans l'espace (Lost in Space), saison 1, quinze épisodes
- 1966 : Batman, saison 1, deux épisodes

## Théâtre
- 1918 : Mr. Barnum d'Harrison Rhodes et Thomas A. Wise (à Broadway)